# 阿道夫·希特勒的崛起
阿道夫·希特勒的崛起始於1919年9月，在當時新成立的威瑪共和國中，希特勒加入了一個名為德國工人黨（德語：Deutsche Arbeiterpartei – DAP）的政黨。在黨內希特勒迅速脫穎而出，作為最好的演講者之一，在他以離開為要脅，獲得了黨領袖的任命。

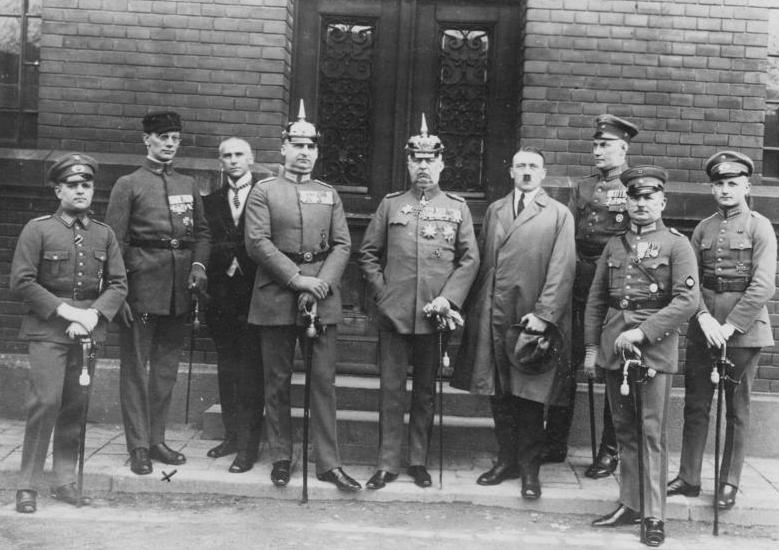
啤酒館政變後的被告人員合影，其中有威廉·弗利克（左三）、恩斯特·羅姆（右二）、阿道夫·希特勒（右四）、艾里希·魯登道夫（中立）

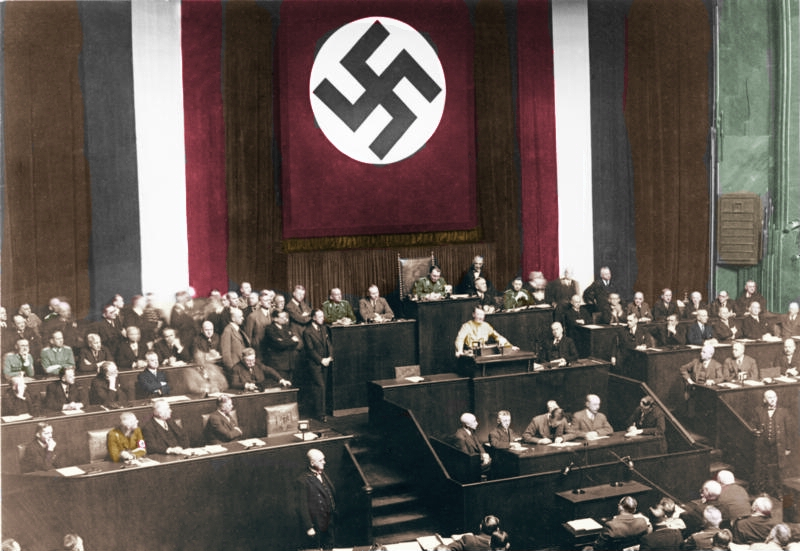
1933年3月23日，阿道夫·希特勒於國會發表講話。希特勒在尋求對《授權法案》的通過時提出了友好合作的可能性，承諾如果獲得緊急權力，不會威脅國會、總統、各邦以及教會

1920年，DAP更名為德國國家社會主義工人黨（德語：Nationalsozialistische Deutsche Arbeiterpartei – NSDAP，即納粹黨）。希特勒選擇這個名字是為了贏得德國工人的青睞。儘管NSDAP是一個極右翼政黨，但它確實有許多反資本主義和反資產階級的分子。希特勒發動了對這些元素的清洗，並重申了納粹黨的立場。到了1922年，希特勒對黨的控制再沒有過受到挑戰。1923年，希特勒和他的支持者企圖發動政變以武力推翻政府，這一開創性事件後來被稱為啤酒館政變。啤酒館政變失敗後希特勒隨即潛逃，但隨後被捕並受審。事實證明這次審判對希特勒來說是因禍得福，因為這為他贏得了全國的聲譽。希特勒被判處五年徒刑，但他只服刑八個月。正是在這段時間裡，希特勒寫出了國家社會主義典籍的《我的奮鬥》。一經釋放，希特勒就改變了策略，他轉而企圖通過合法和民主的方式奪取政權。
希特勒帶著他新獲得的名聲開始了激烈的競選活動。該黨還公開反對執政的民主政府、凡爾賽條約，将生存空間論作为政纲。當時大多數德國人對希特勒的言論無動於衷，因為道威斯計劃舒缓德国因凡尔赛条约赔款而承受的巨大财政压力，德國經濟在很大程度上開始復蘇。大蕭條使德國經濟陷入停滯，德國的政治格局開始被打破。而德國的政治進一步兩極分化，希特勒和納粹開始利用危機大力批評執政政府，呼籲進行革命的共產黨也開始針對危機扩大活动。希特勒為爭取選舉成功，於1932年競選總統，但被時任總統保羅·馮·興登堡擊敗。1932年7月德國國會選舉中，納粹在德國國會中儘管沒有獲得絕對多數，但是取得了最多的席位。
1933年對納粹黨來說是關鍵的一年。傳統上，在國會中擁有最多席位的黨的領導人會被任命為總理。然而保羅·馮·興登堡總統對任命希特勒為總理猶豫不決。在工業界、興登堡的兒子、前總理弗朗茨·馮·帕彭和希特勒本人之間進行了幾次幕後談判之後，興登堡默許，並於1933年1月30日正式任命阿道夫·希特勒為總理。雖然他被任命總理，但希特勒還不是一個絕對的獨裁者。2月，德國國會大廈被縱火焚燒，這為納粹獨裁奠定了基礎。保羅·馮·興登堡相信共產黨是縱火的幕後黑手，通過了《國會縱火法令》，該法令嚴重限制了德國公民的自由和權利。利用該法令，希特勒開始消滅他的政治對手。在希特勒看來該法令是不夠的，他提出了1933年的授權法案。該法案實際上賦予了德國政府凌駕憲法規定的個人權利的權力。該法律隨後還賦予總理（希特勒）緊急權力，可以在沒有議會監督的情況下通過和執行法律。到了當年4月，希特勒已擁有獨裁權力，並下令在達豪建立了關押共產黨人和其他政治對手的集中營。1934年8月，當保羅·馮·興登堡總統去世後，希特勒的取得了全部權力，他將總理職位與總統職位合併，成為了至高無上的元首。